# Hareskov Bibliotek
Hareskov Bibliotek er et kombibibliotek. Pr. 1. november 2007 indviedes det nye bibliotek på Poppel Alle 12 i Hareskov by som en kombination af folke- og skolebibliotek der deler lokaler, materialer og personale. Det eksisterende skolebibliotek på Hareskov Skole er blevet udvidet med en tilbygning, så det nødvendige antal kvadratmeter til den samlede biblioteksfunktion samt Hareskov Postbutik er blevet sikret.